# Sclarite
La sclarite è un minerale.